# Cerithium
Cerithium là một chi ốc biển cỡ trung bình, là động vật thân mềm chân bụng sống ở biển trong họ Cerithiidae.
Chi này xuất hiện từ Kỷ Tam Điệp (Trias) đến giai đoạn Toàn Tân (Holocen) (Độ tuổi: 221,5 - 0,0 triệu năm trước). Các mảnh hóa thạch đã được tìm thấy trên khắp thế giới. Hiện có khoảng 100 loài đã tuyệt chủng

## Các loài
Các loài trong chi này bao gồm:
- Cerithium abditum  Houbrick, 1992
- Cerithium africanum  Houbrick, 1992
- Cerithium albolineatum  Bozzetti, 2008
- Cerithium alexandri  Tomlin, 1923
- Cerithium alucastrum  (Brocchi, 1814)
- Cerithium atratum  (Born, 1778)
- Cerithium atromarginatum  Dautzenberg & Bouge, 1933
- Cerithium balletoni  Cecalupo, 2009
- Cerithium balteatum  Philippi, 1848
- Cerithium bayeri  (Petuch, 2001)
- Cerithium boeticum  Pease, 1860
- Cerithium buzzurroi  Cecalupo, 2005
- Cerithium caeruleum  Sowerby, 1855
- Cerithium cecalupoi  Cossignani, 2004
- Cerithium citrinum  Sowerby, 1855
- Cerithium claviforme  Schepman, 1907
- Cerithium columna  Sowerby, 1834
- Cerithium coralium  Kiener, 1841
- Cerithium crassilabrum  Krauss, 1848
- Cerithium dialeucum  Philippi, 1849
- Cerithium eburneum  Bruguière, 1792
- Cerithium echinatum  Lamarck, 1842
- Cerithium egenum  Gould, 1849
- Cerithium flemischi  Martin, 1933
- Cerithium georgianum  Pfeffer, 1886
- Cerithium gloriosum  Houbrick, 1992
- Cerithium guinaicum  Philippi, 1849
- Cerithium heteroclites  Lamarck, 1822
- Cerithium ianthinum  Gould, 1849
- Cerithium interstriatum  Sowerby, 1855
- Cerithium ivani  Cecalupo, 2008
- Cerithium janthinum  (Gould, 1849 năm 1846-50): đồng nghĩa của Cerithium zebrum Kiener, 1841
- Cerithium kobelti  Dunker, 1877: đồng nghĩa của Cerithium dialeucum Philippi, 1849
- Cerithium koperbergi  Schepman, 1907
- Cerithium leptocharactum  Rehder, 1980
- Cerithium lifuense  Melvill & Standen, 1895
- Cerithium lindae  Petuch, 1987
- Cerithium lissum  Watson, 1880
- Cerithium litteratum  (Born, 1778)
- Cerithium lividulum  Risso, 1826
- Cerithium lutosum  Menke, 1828
- Cerithium madreporicola  Jousseaume, 1930
- Cerithium matukense  Watson, 1886
- Cerithium moniliferum Kiener, 1842: đồng nghĩa của Clypeomorus batillariaeformis Habe & Kosuge, 1966
- Cerithium munitum  Sowerby, 1855
- Cerithium muscarum  Say, 1832
- Cerithium nesioticum  Pilsbry & Vanatta, 1906
- Cerithium nodulosum  Bruguière, 1792
- Cerithium novaehollandiae  Adams in Sowerby, 1855
- Cerithium ophioderma  (Habe, 1968)
- Cerithium pacificum  Houbrick, 1992
- Cerithium phoxum  Watson, 1880
- Cerithium placidum  Gould, 1861
- Cerithium protractum  Bivona Ant. in Bivona And., 1838
- Cerithium punctatum  Bruguière, 1792
- Cerithium rehderi  Houbrick, 1992
- Cerithium renovatum  Monterosato, 1884
- Cerithium rostratum  Sowerby, 1855
- Cerithium rubus  Deshayes, 1843: đồng nghĩa của Cerithium echinatum Lamarck, 1822
- Cerithium rueppelli  Philippi, 1848
- Cerithium salebrosum  Sowerby, 1855
- Cerithium scabridum  Philippi, 1848
- Cerithium scobiniforme  Houbrick, 1992
- Cerithium tenellum  Sowerby, 1855
- Cerithium torresi  Smith, 1884
- Cerithium torulosum  (Linnaeus, 1767)
- Cerithium traillii  Sowerby, 1855
- Cerithium tuberculatum  (Linnaeus, 1767)
- Cerithium virgatum  Montfort, 1810 (nomen dubium)
- Cerithium vulgatum  Bruguière, 1792
- Cerithium zebrum  (Kiener, 1841)
- Cerithium zonatum  (Wood, 1828)

## Hình ảnh

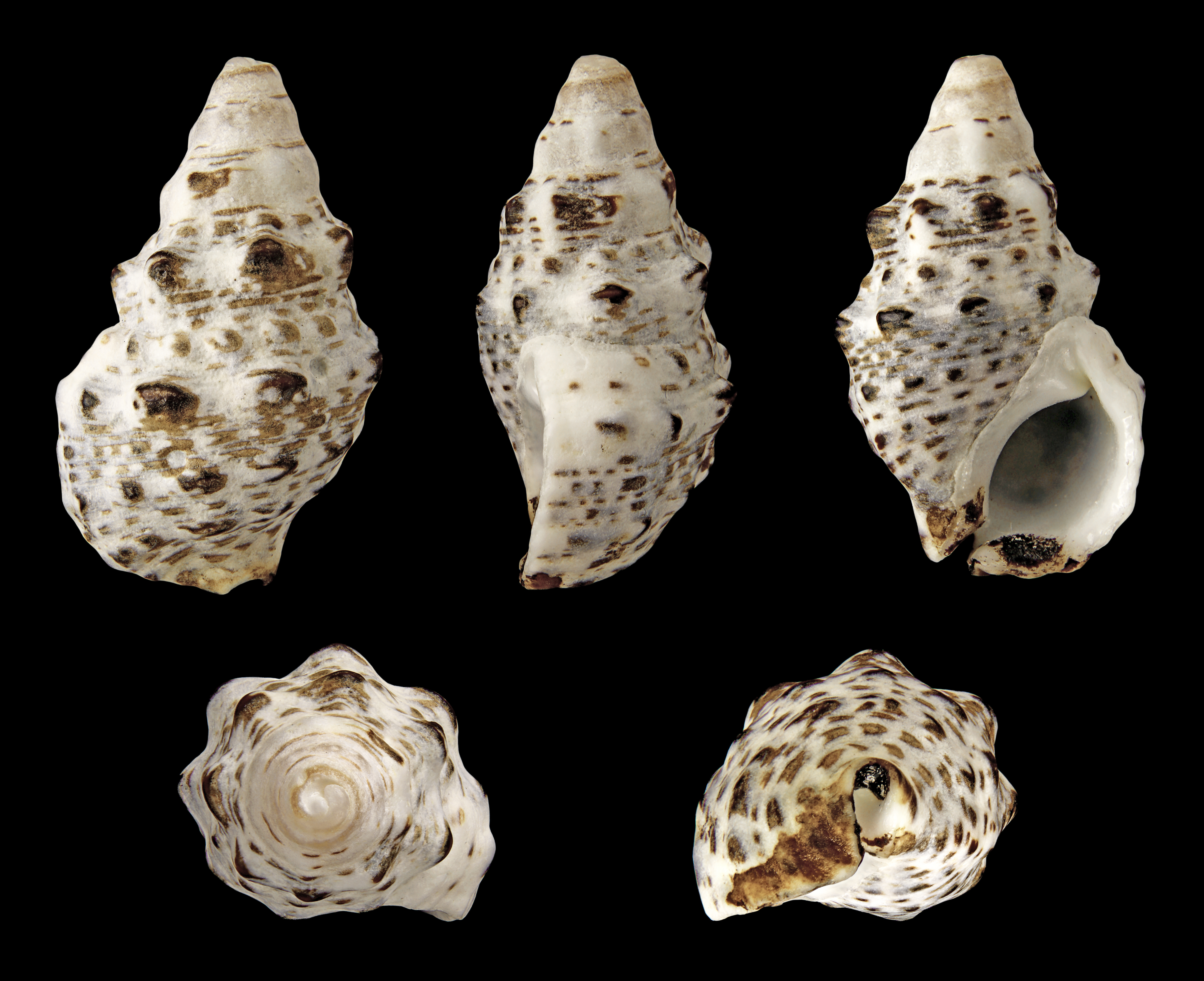
Cerithium caeruleum
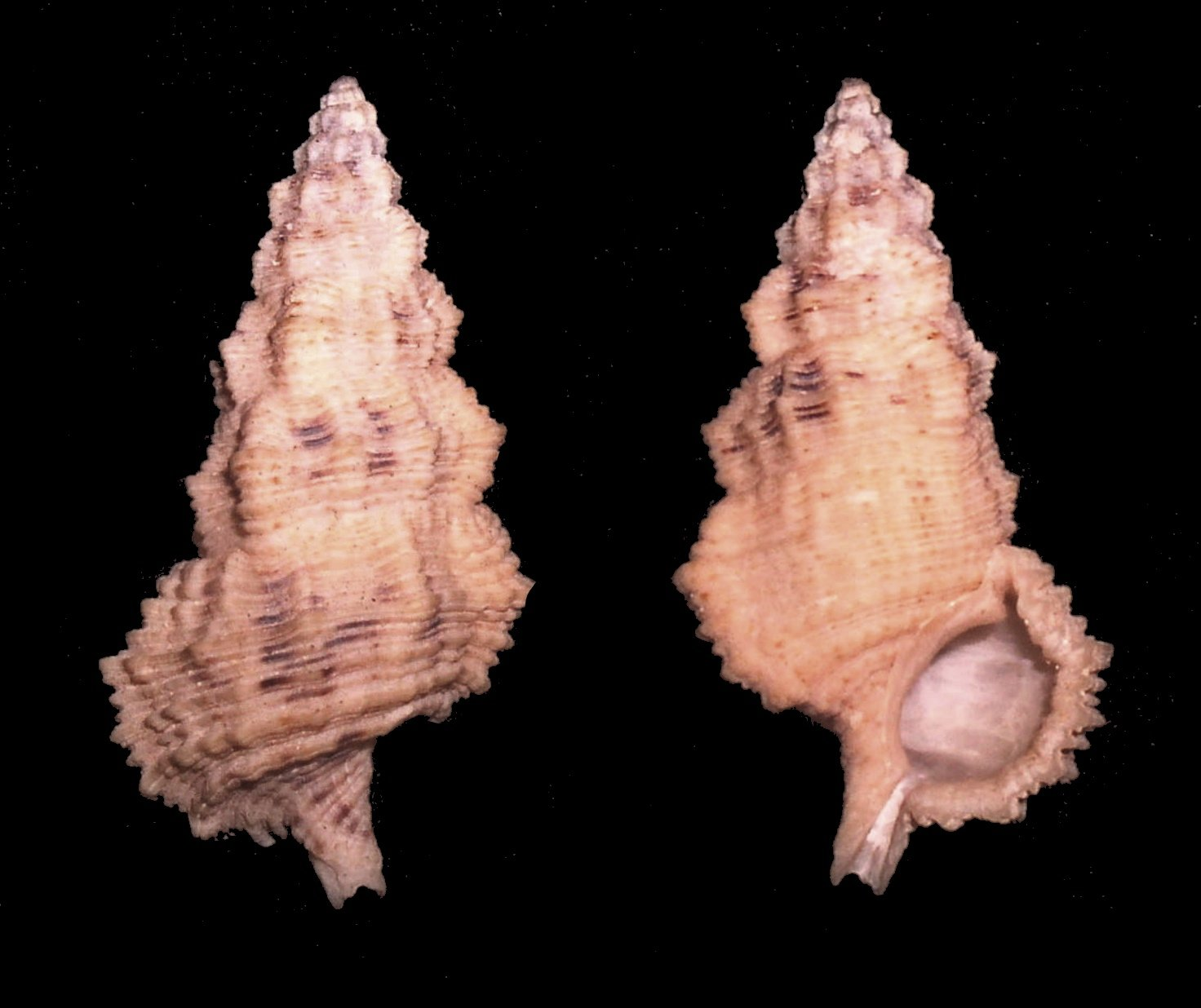
Cerithium columna
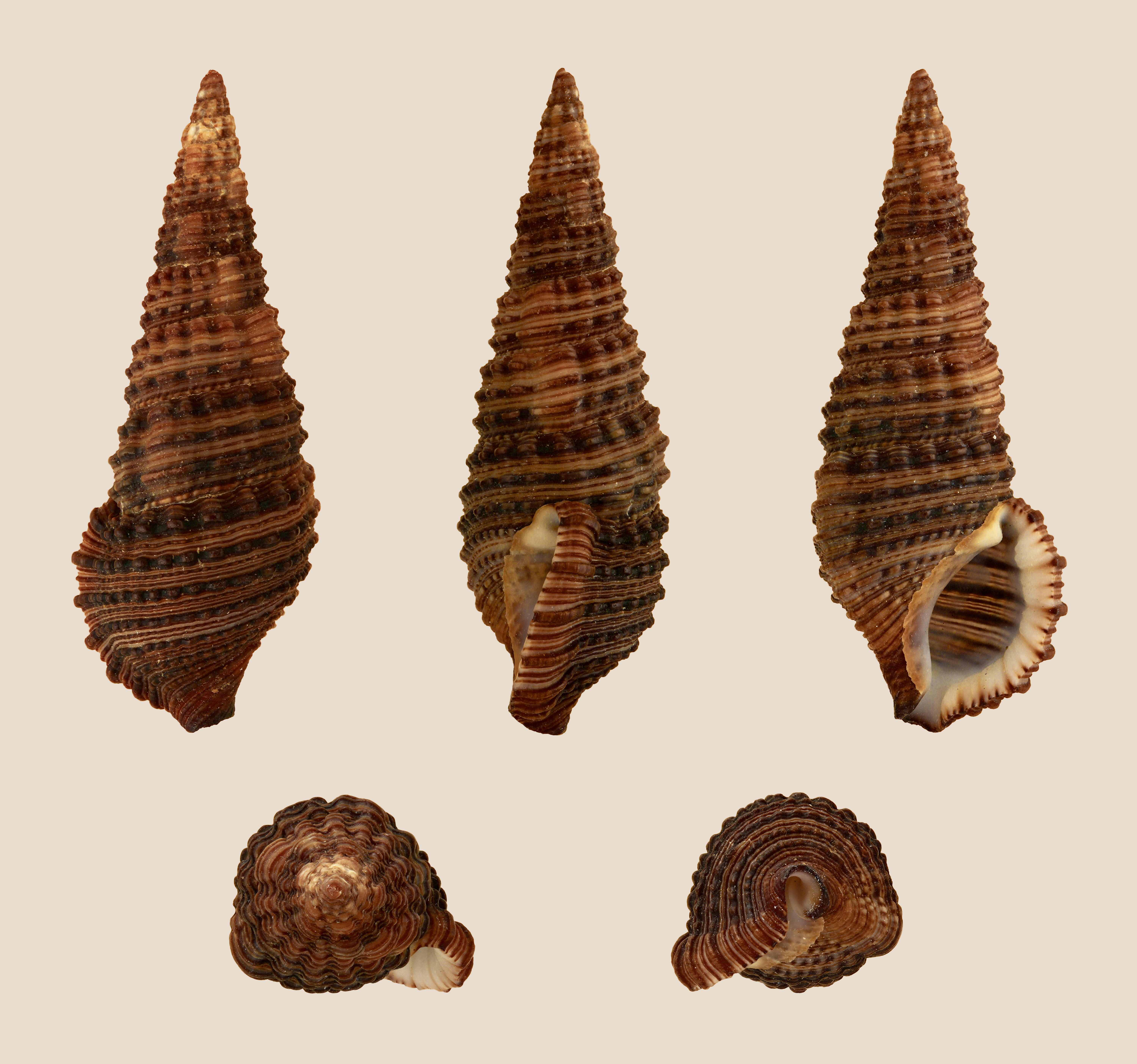
Cerithium coralium
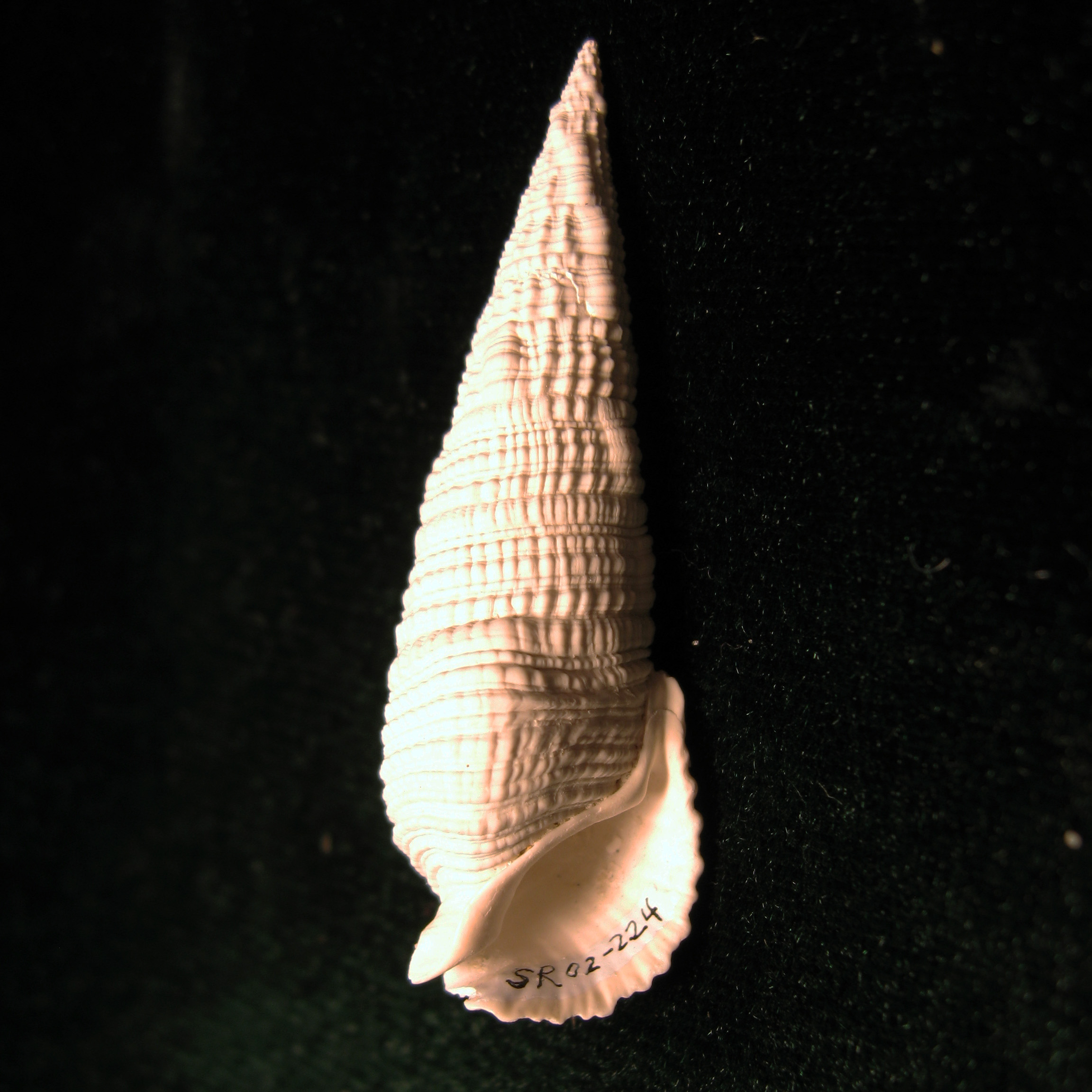
Cerithium dalli
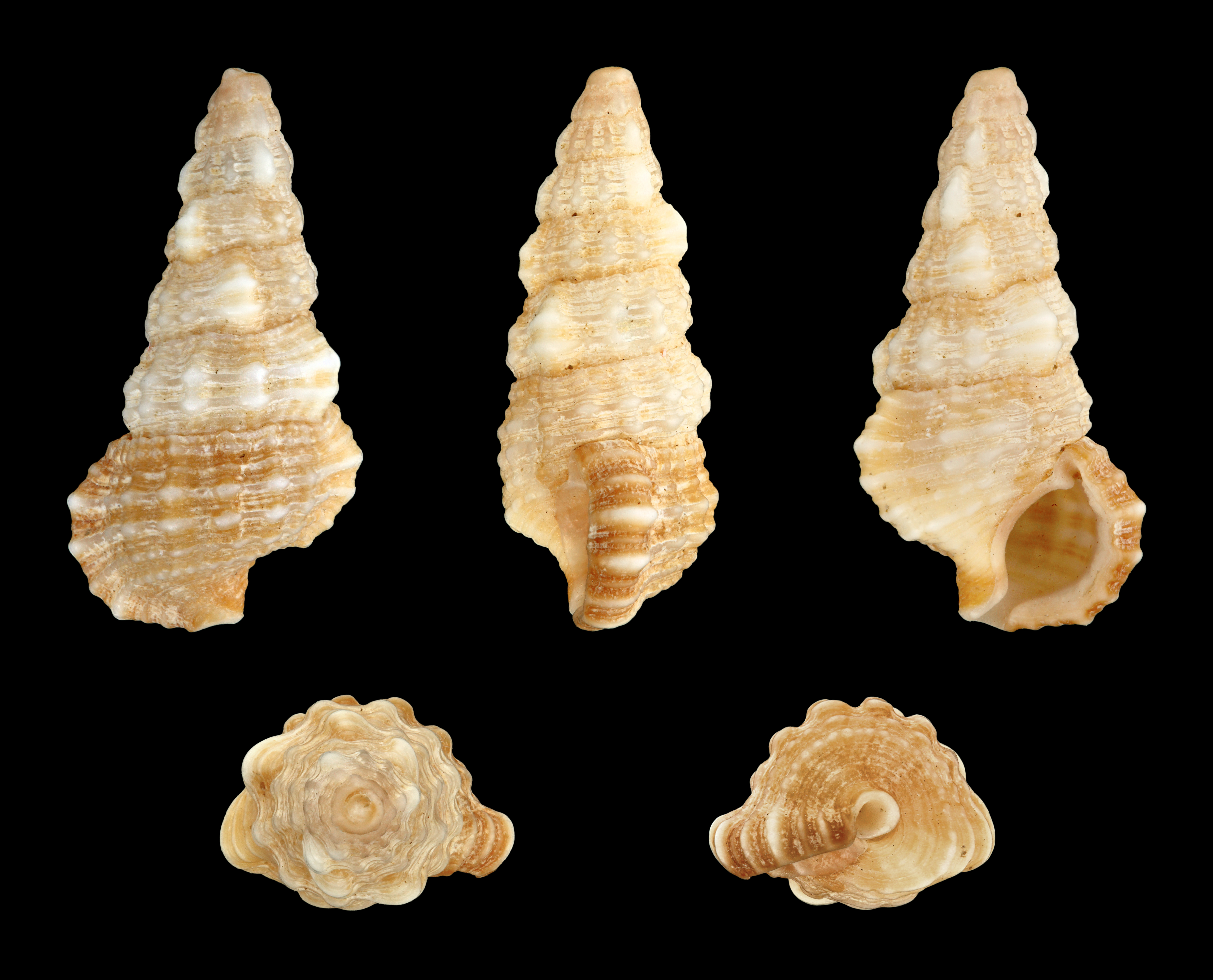
Cerithium dialeucum
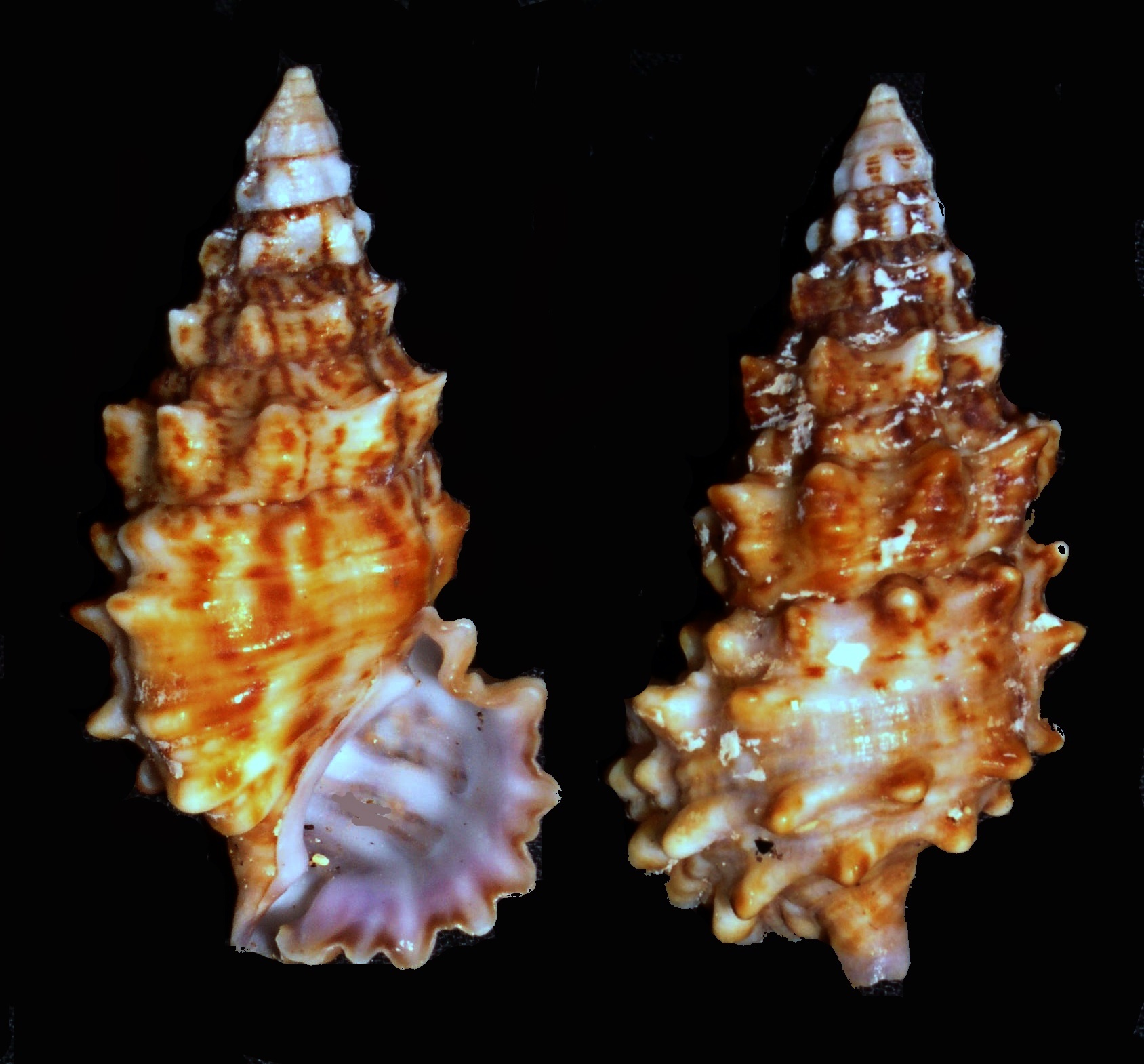
Cerithium echinatum
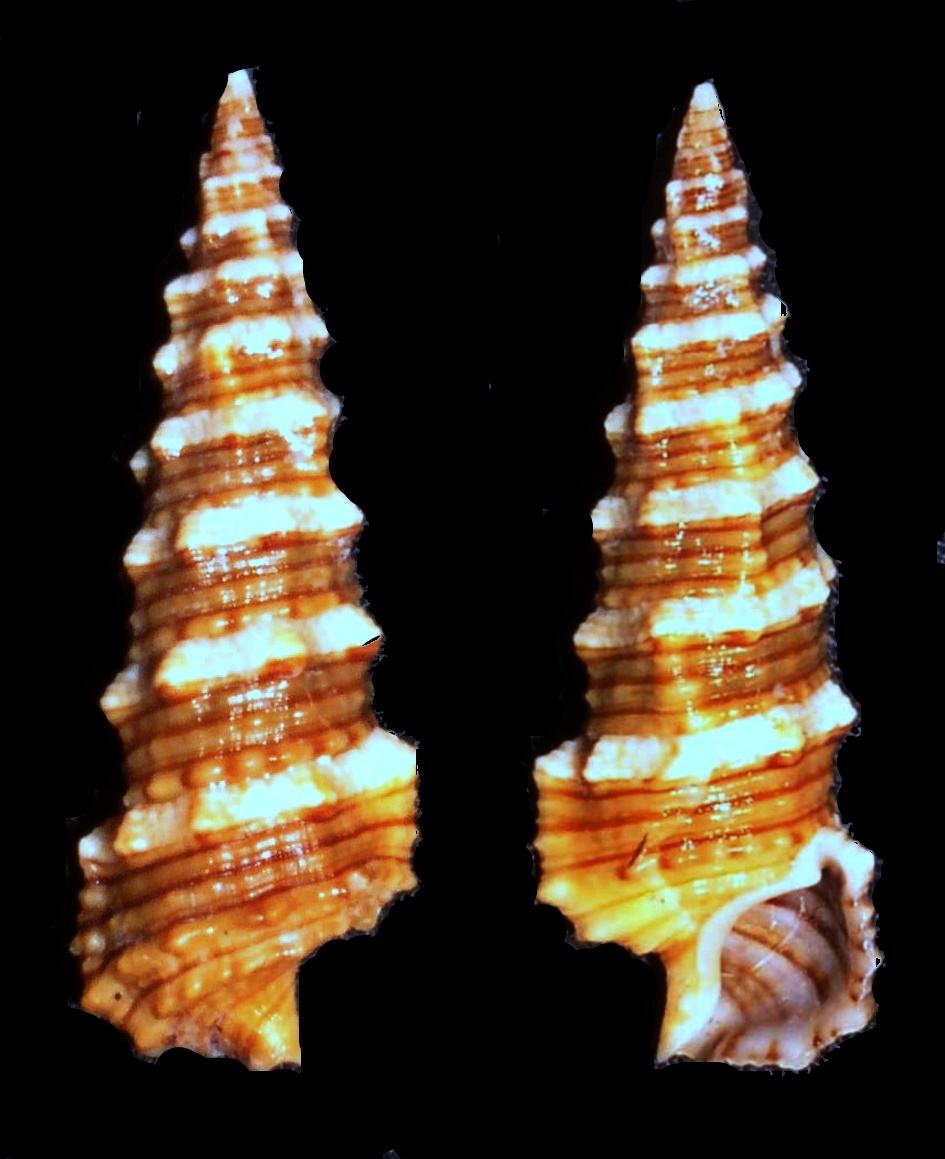
Cerithium lifuense
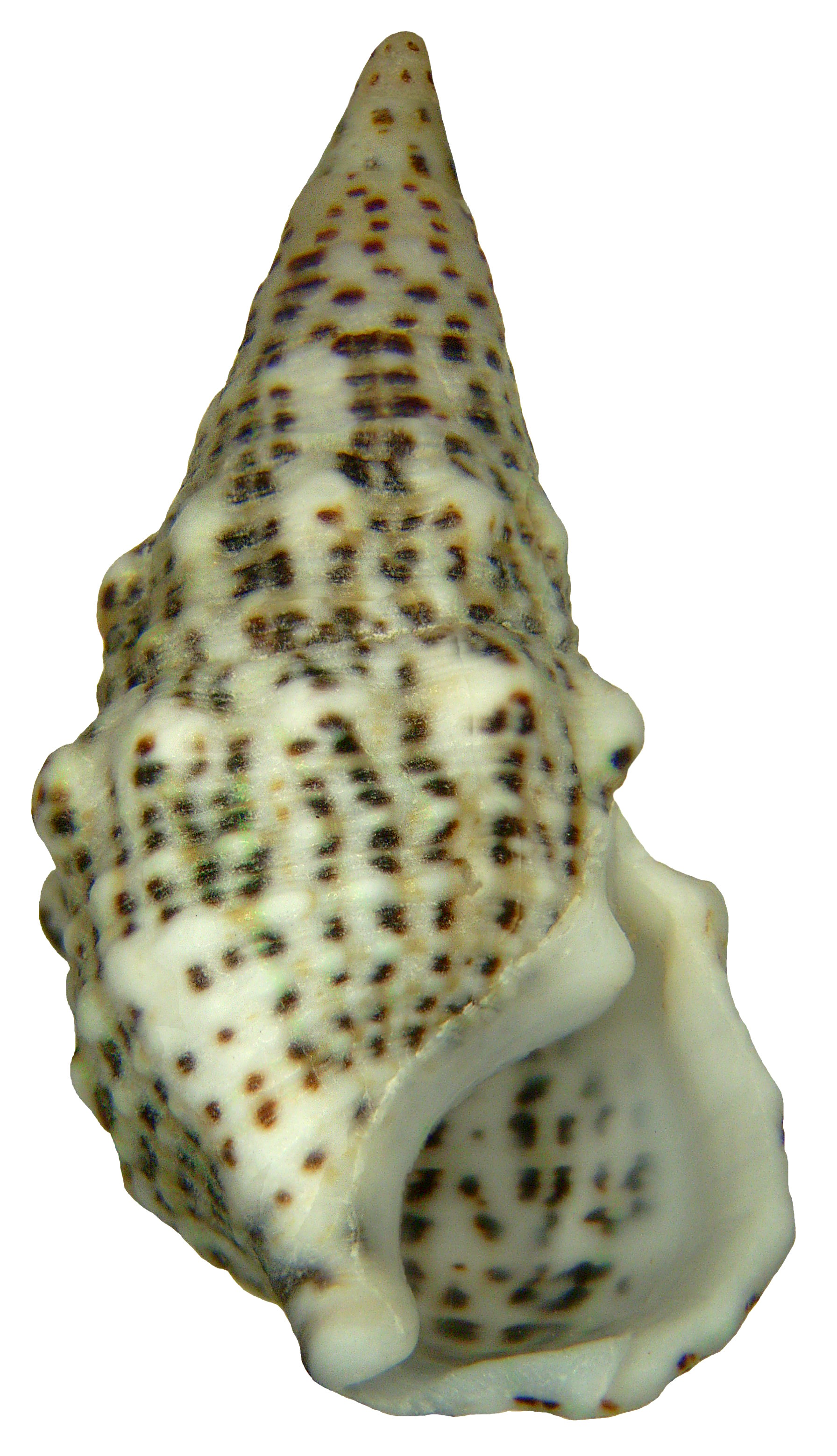
Cerithium litteratum
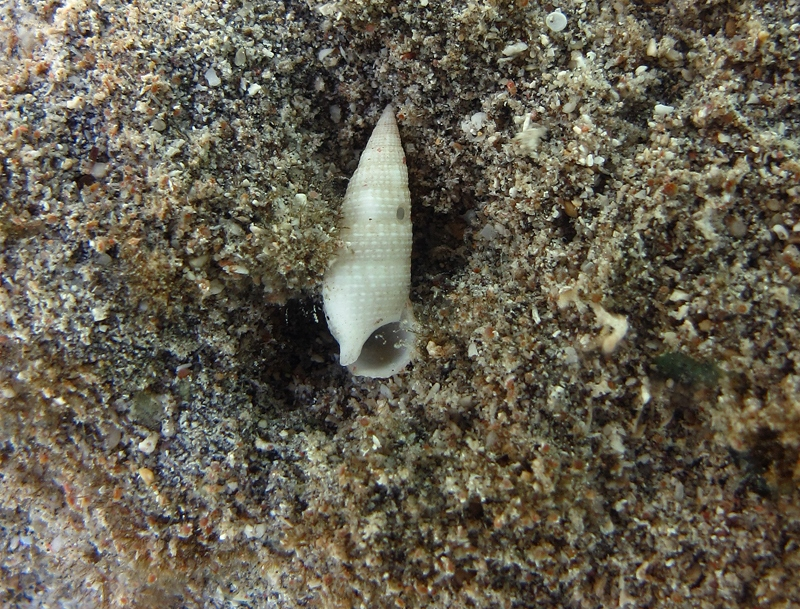
Cerithium nesioticum
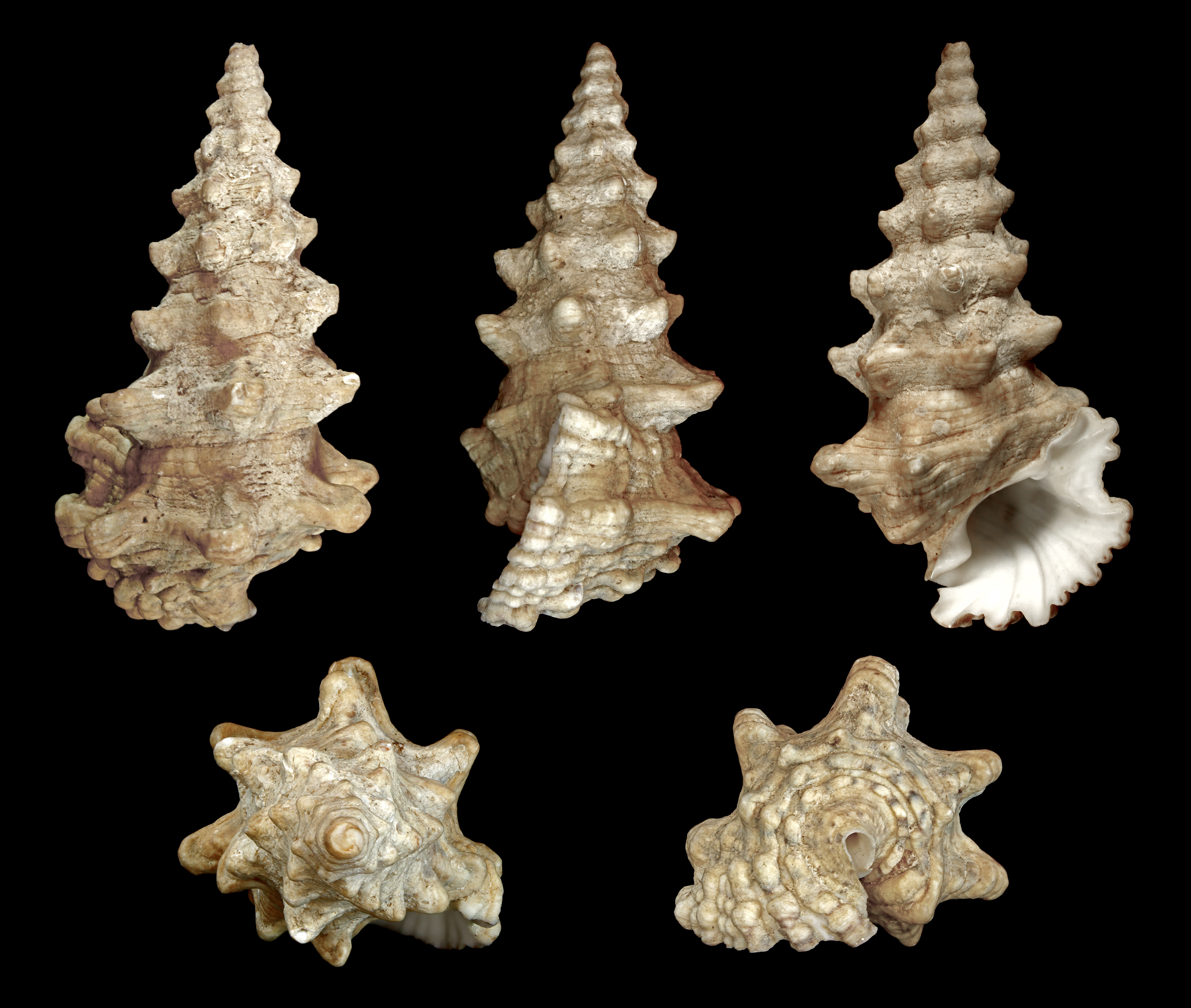
Cerithium nodulosum
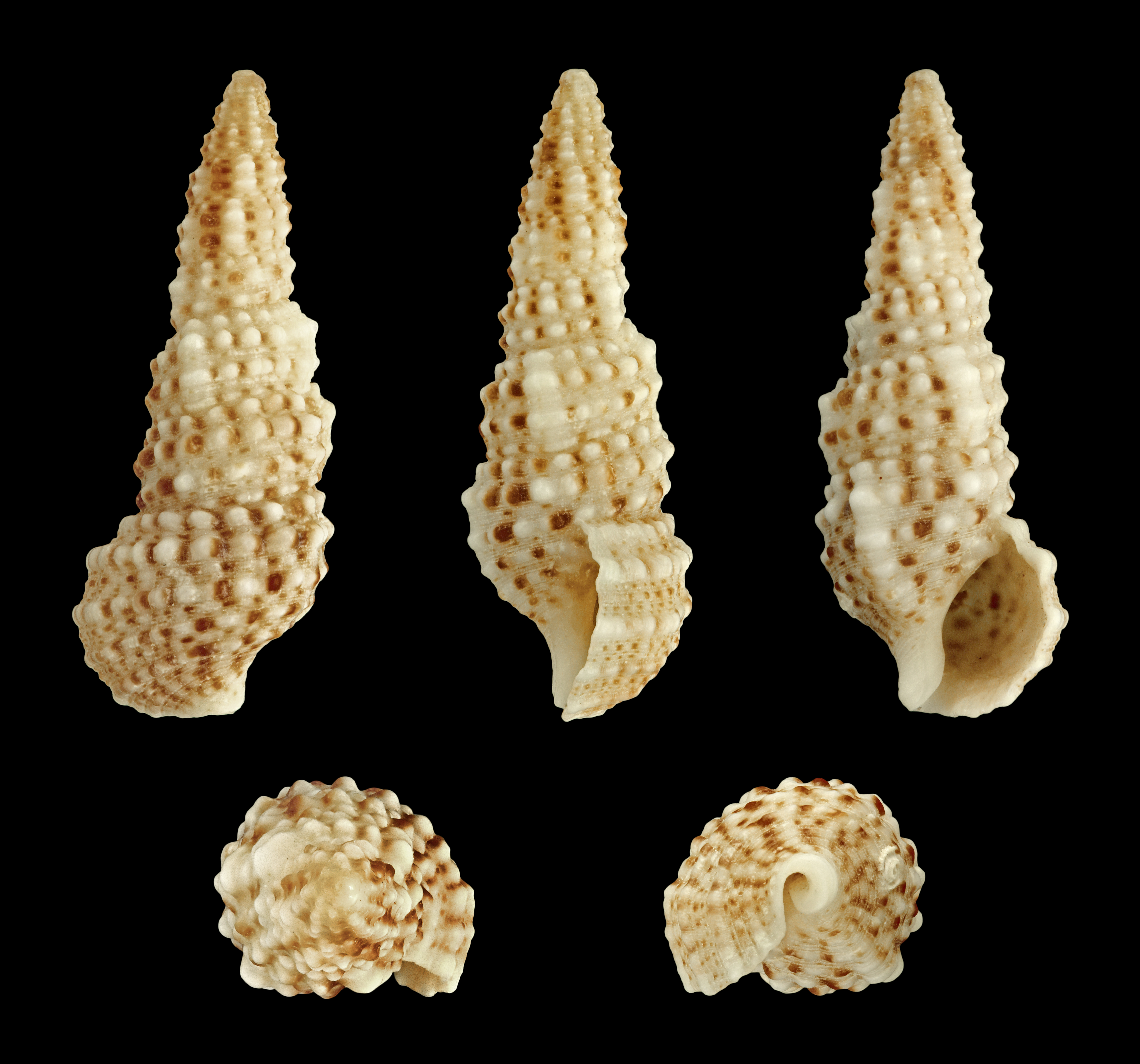
Cerithium scabridum
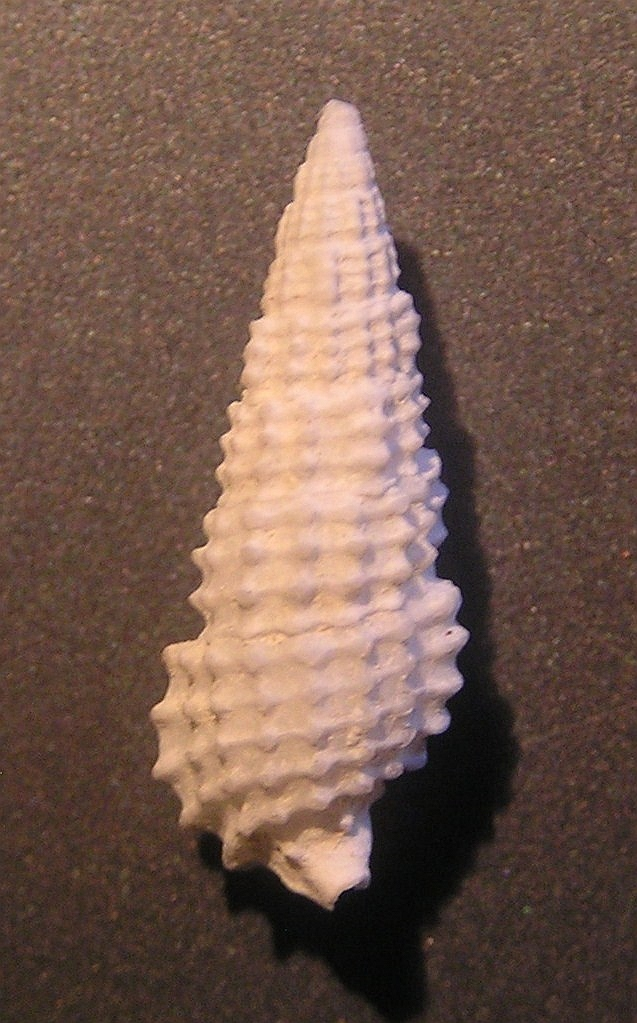
Cerithium scobiniforme
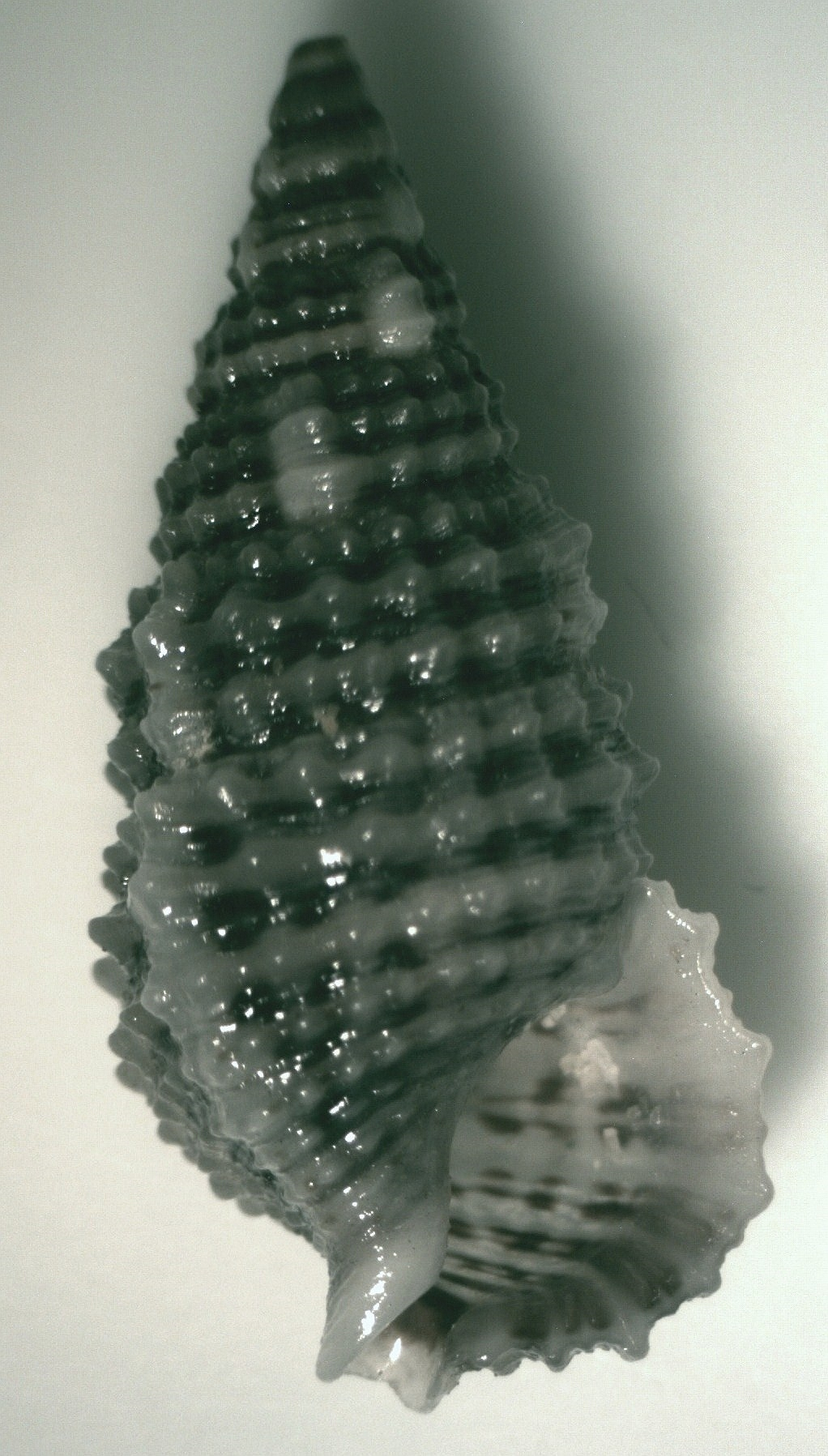
Cerithium tenellum
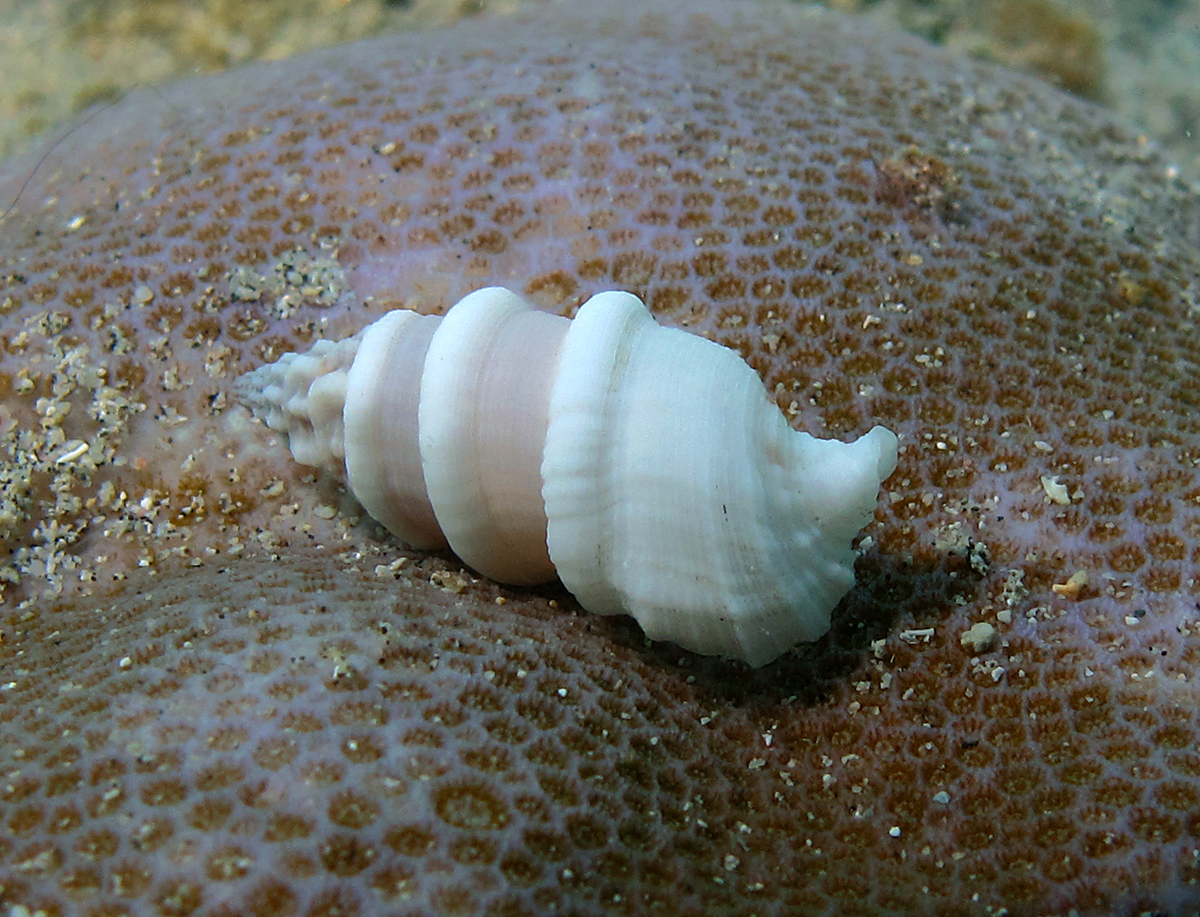
Cerithium torulosum
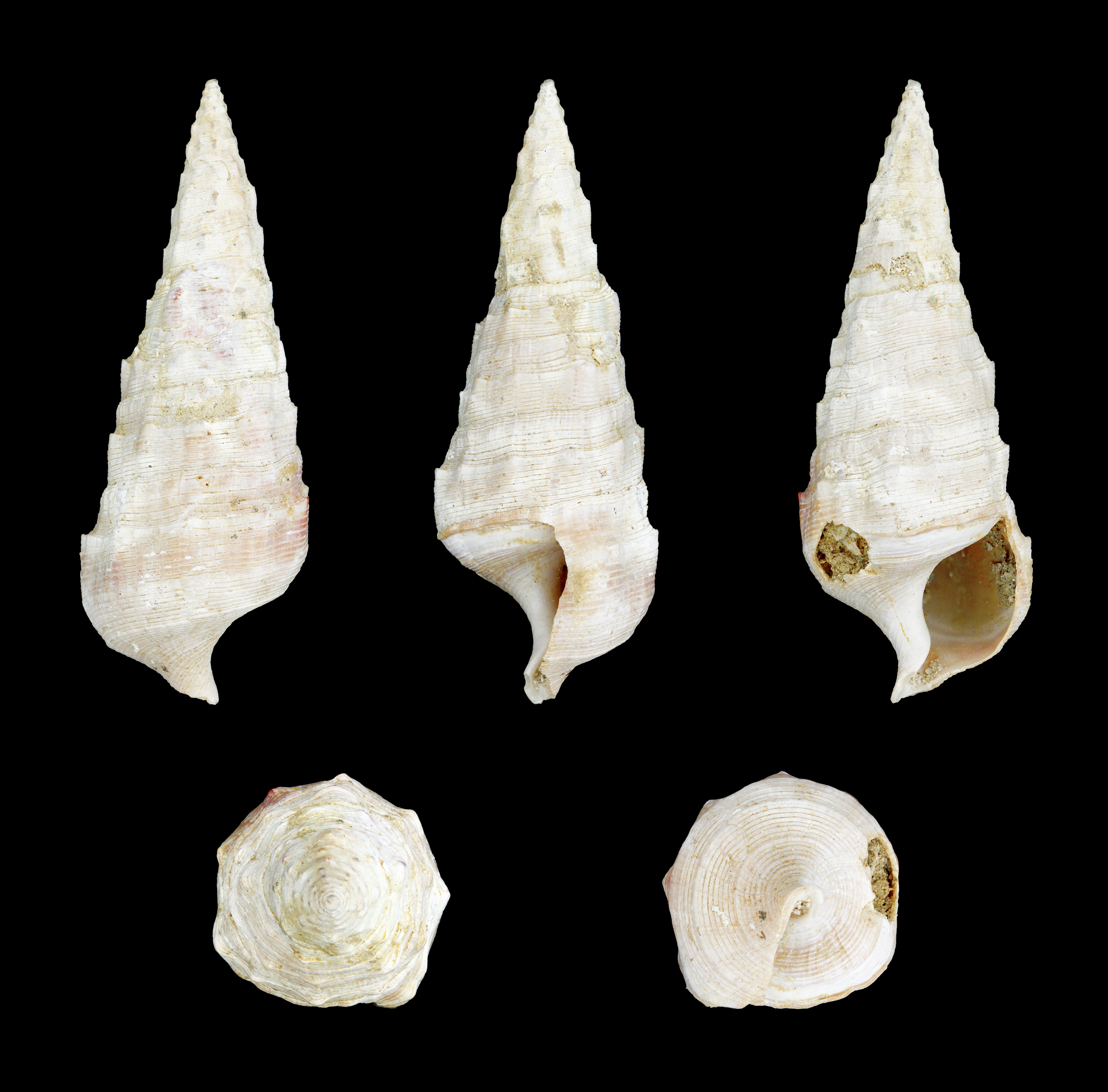
Cerithium varicosum
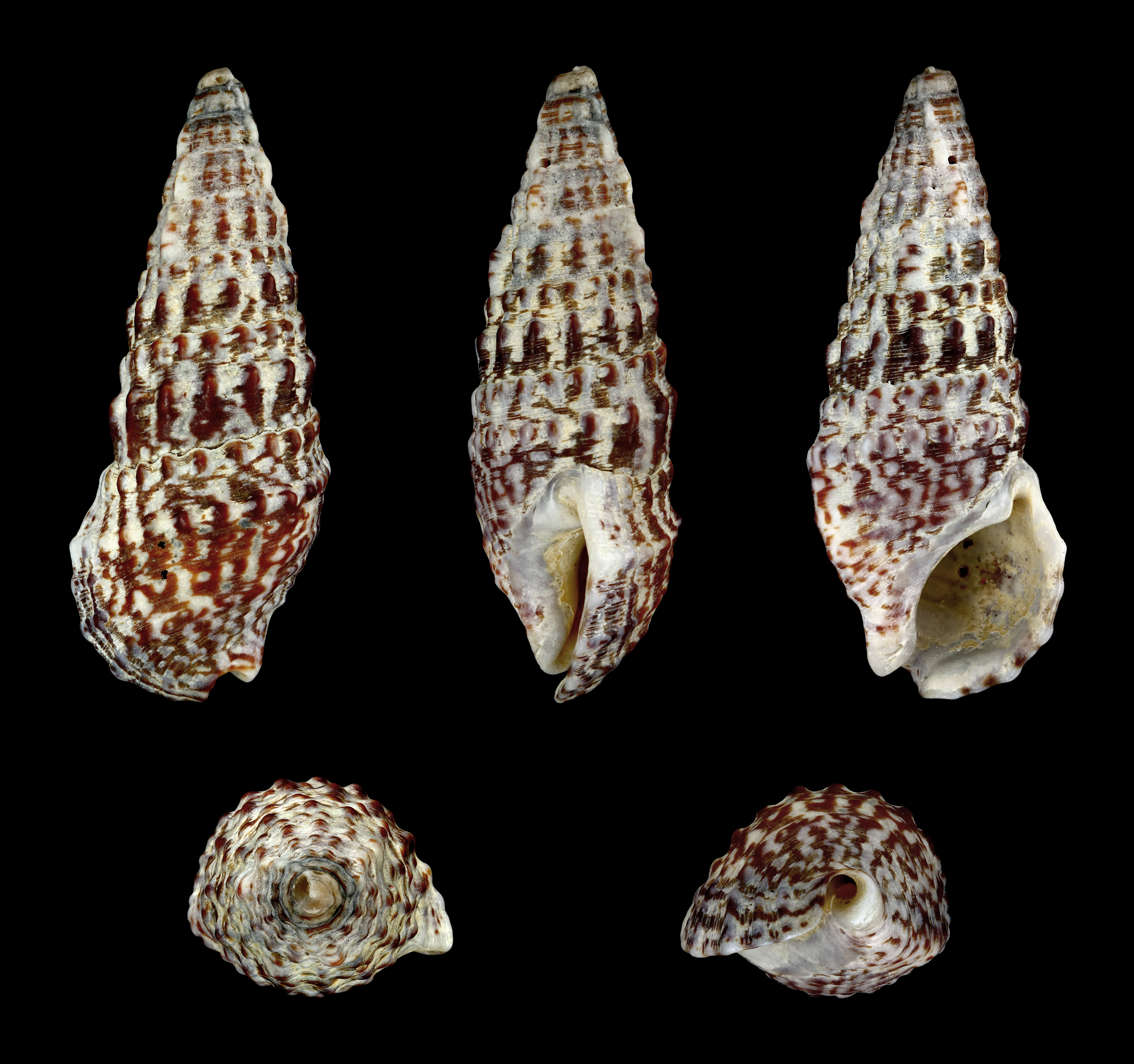
Cerithium vulgatum